# 韋塞萊 (比利亞伊夫卡市鎮)
49°15′10″N 36°17′41″E / 49.25278°N 36.29472°E
韋塞萊（烏克蘭語：Веселе）是位於烏克蘭東部的村莊，由哈爾科夫州洛佐瓦區的比利亞伊夫卡市鎮負責管轄。該村始建於1774年，面積0.75平方公里，海拔高度116米，2001年人口386，人口密度每平方公里0.75人。